# Murri de la pimpinella
El murri de la pimpinella (Spialia sertorius) és una espècie de lepidòpter papilionoïdeu de la família dels hespèrids (Hesperiidae) present als Països Catalans.

## Distribució
Present a gran part d'Europa, des de la península Ibèrica fins al nord-oest d'Alemanya, l'oest de Txèquia, Àustria i la península Itàlica, així com al nord d'Àfrica i a l'Àsia fins a l'Altai, el Tibet i l'Amur. Absent de les principals illes mediterrànies i de les illes Britàniques. Ocupa gran part de la península Ibèrica, mentre que a Catalunya només és absent a les grans planes agrícoles de l'Empordà, la Depressió Central i el delta de l'Ebre.

## Descripció
Envergadura alar d'entre 21 i 24 mm. Sense dimorfisme sexual. Anvers de l'ala anterior de color marró molt fosc amb gran quantitat d'escates grises a la zona basal i diverses taques blanques a la part central i exterior. Anvers de l'ala posterior bru fosc amb diverses taques blanques. Presenta les fímbries escaquejades i és diagnòstic la manca de fímbria negra a l'alçada de V5 a l'ala anterior, caràcter que el permet distingir d'espècies semblants. Revers de l'ala anterior semblant a l'anvers, però amb la punta i la vora superior d'un to més vermellós. Revers de l'ala posterior de color bru vermellós o grogós amb diverses taques blanques ben marcades.

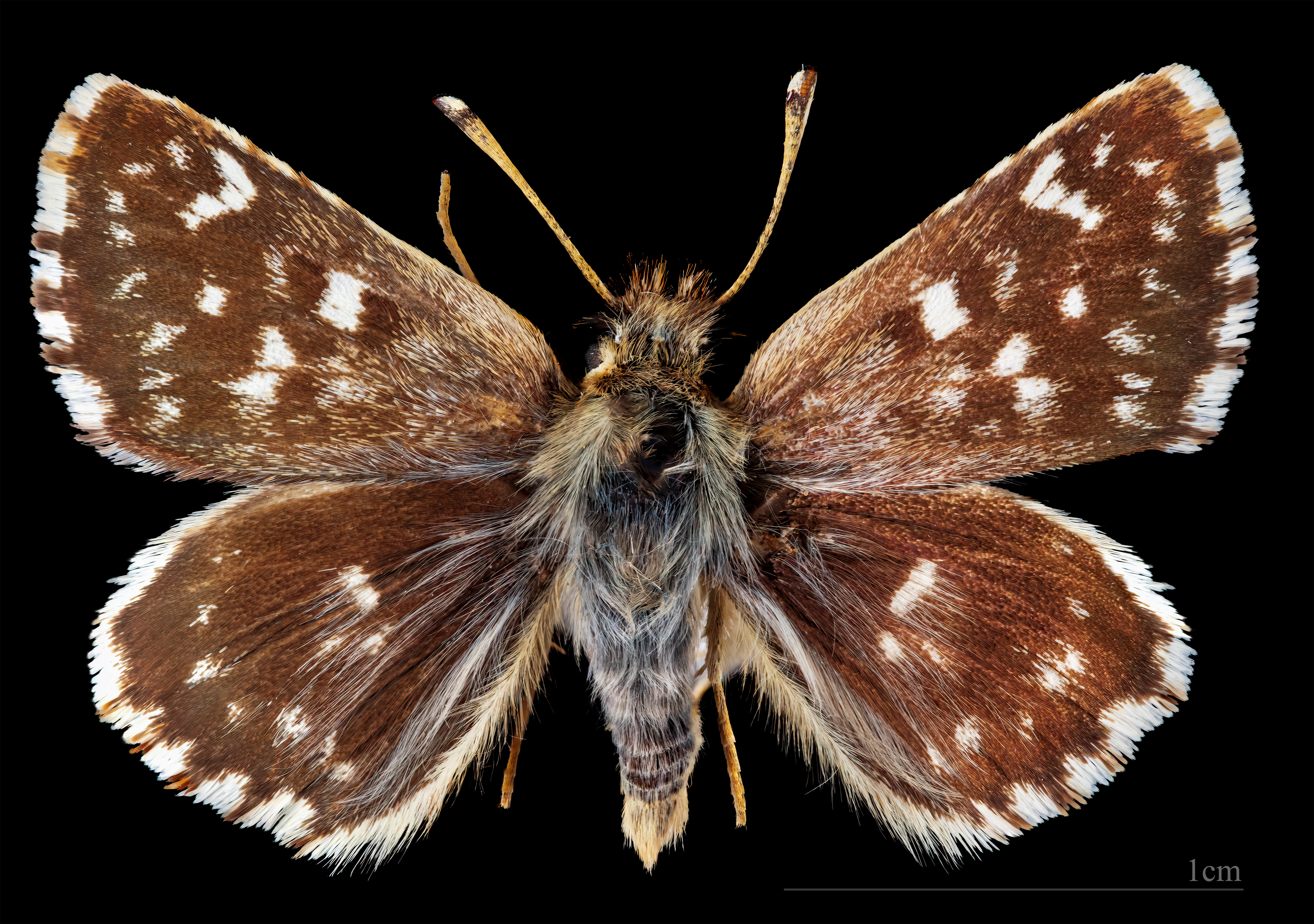
♂
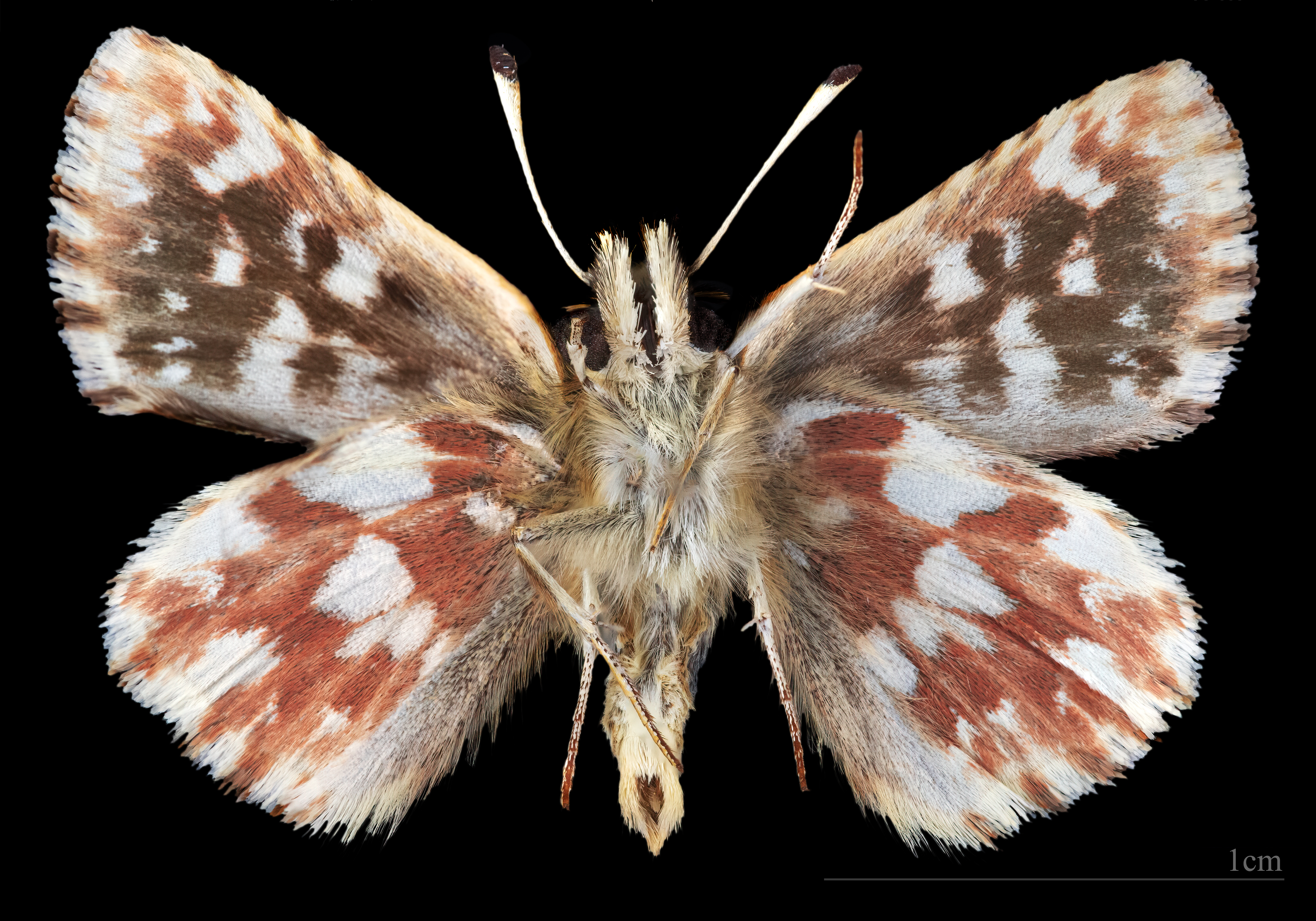
♂ △

## Hàbitat
Ocupa diversos tipus de llocs oberts càlids, com ara matollars, prats secs, clarianes de bosc, landes, etc. Rang altitudinal des del nivell del mar fins als 1650 m a Europa i des dels 500 m als 2500 m a la Serralada de l'Atles. L'eruga s'alimenta de diverses rosàcies, sobretot la pimpinella (Sanguisorba minor), però potser també d'espècies de Potentilla o Rubus. Al nord d'Àfrica l'eruga s'alimenta de Sanguisorba magnolii.

## Període de vol i hibernació
Vola en dues generacions, amb una primera a la primavera, entre març i juny, i una segona a l'estiu, entre juliol i setembre. Al nord d'Àfrica també hi pot haver tres generacions entre finals de febrer i octubre. Hiverna com a eruga.

## Comportament i particularitats biològiques
Els mascles són territorials. Els adults es poden aplegar en gran nombre en sòls humits propers a cursos d'aigua junt amb d'altres hespèrids i licènids. Les femelles ponen els ous individualment sobre les poncelles o els folíols de la seva planta nutrícia.

## Galeria

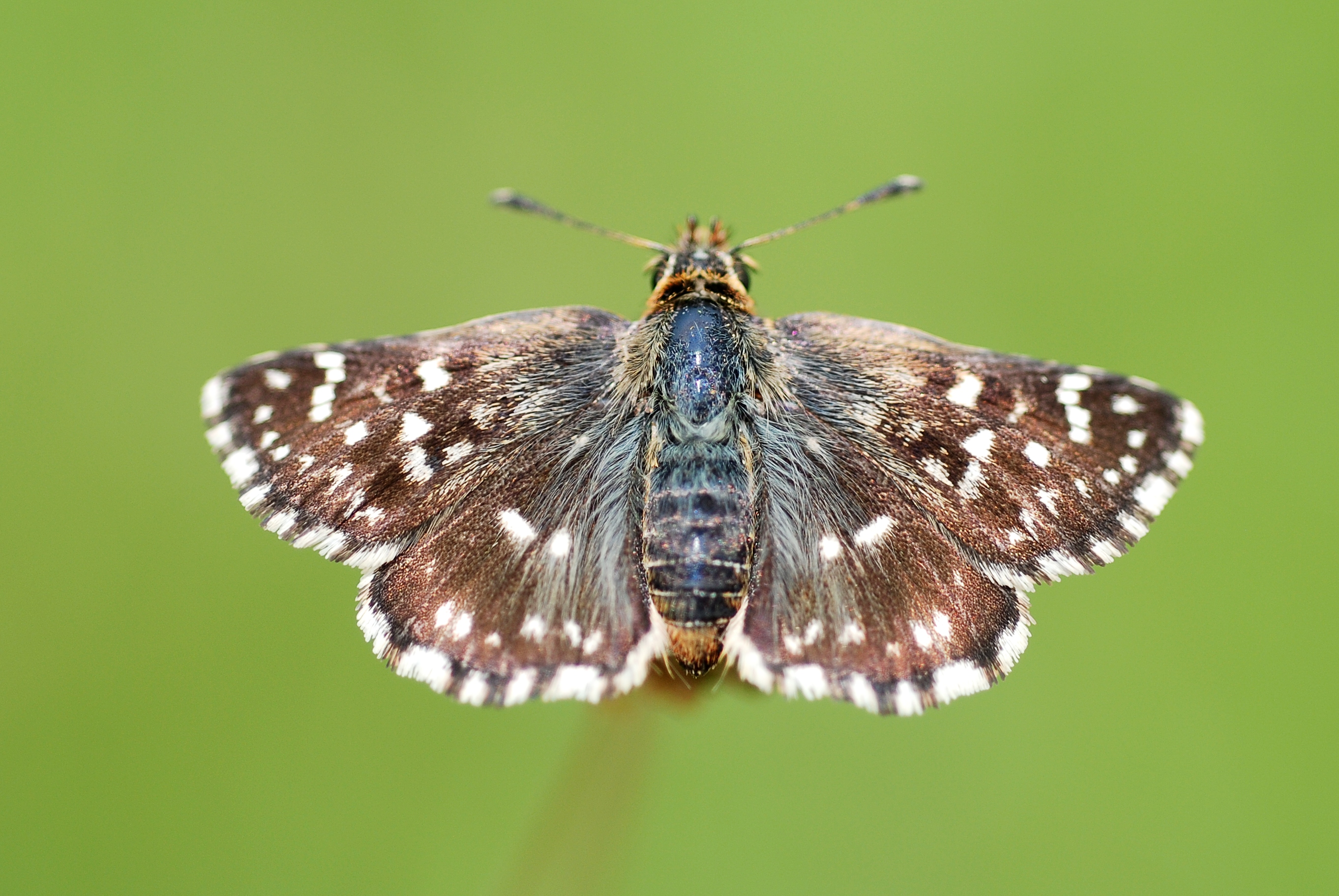
Anvers d'un adult
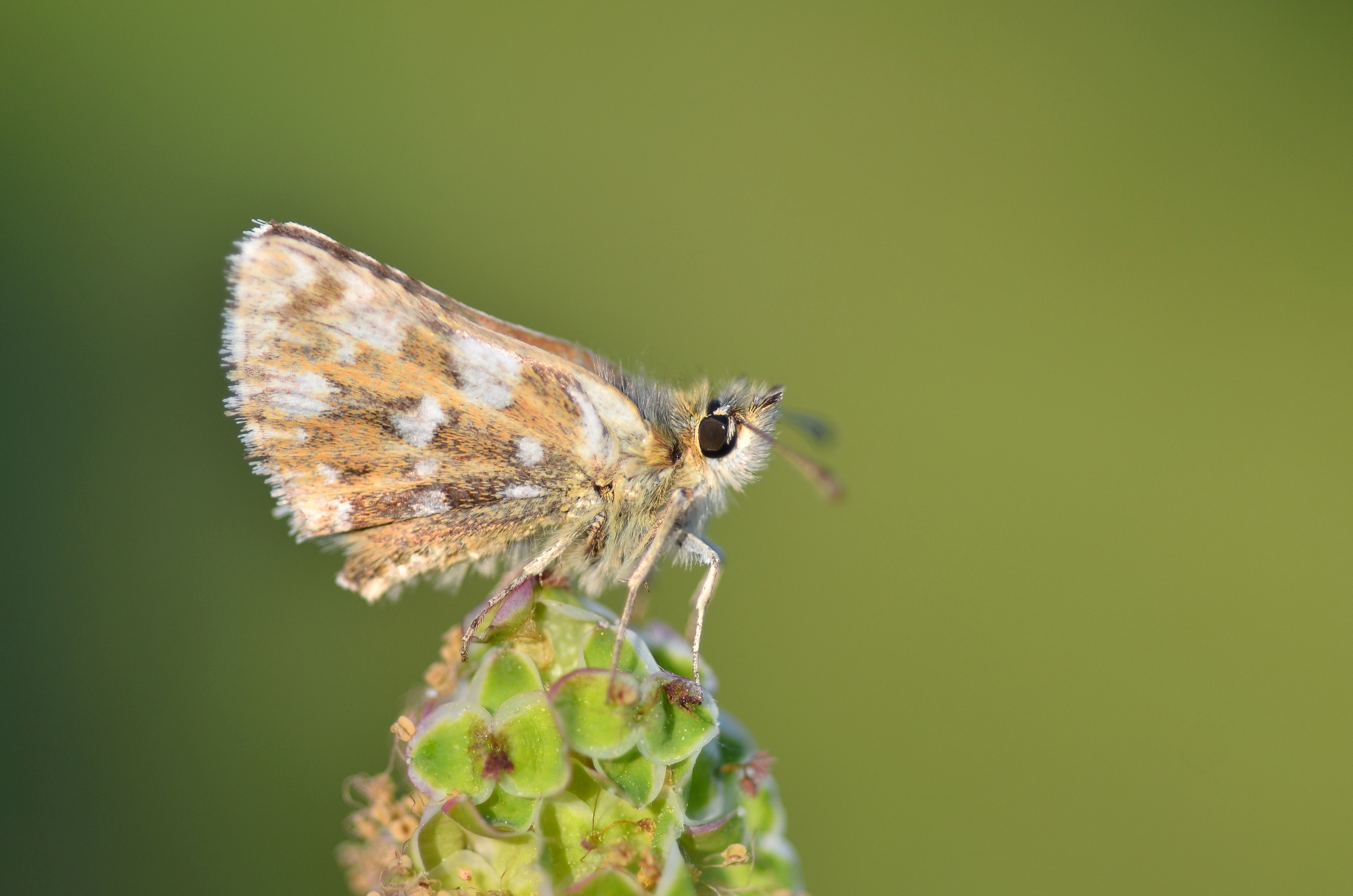
Revers d'un adult
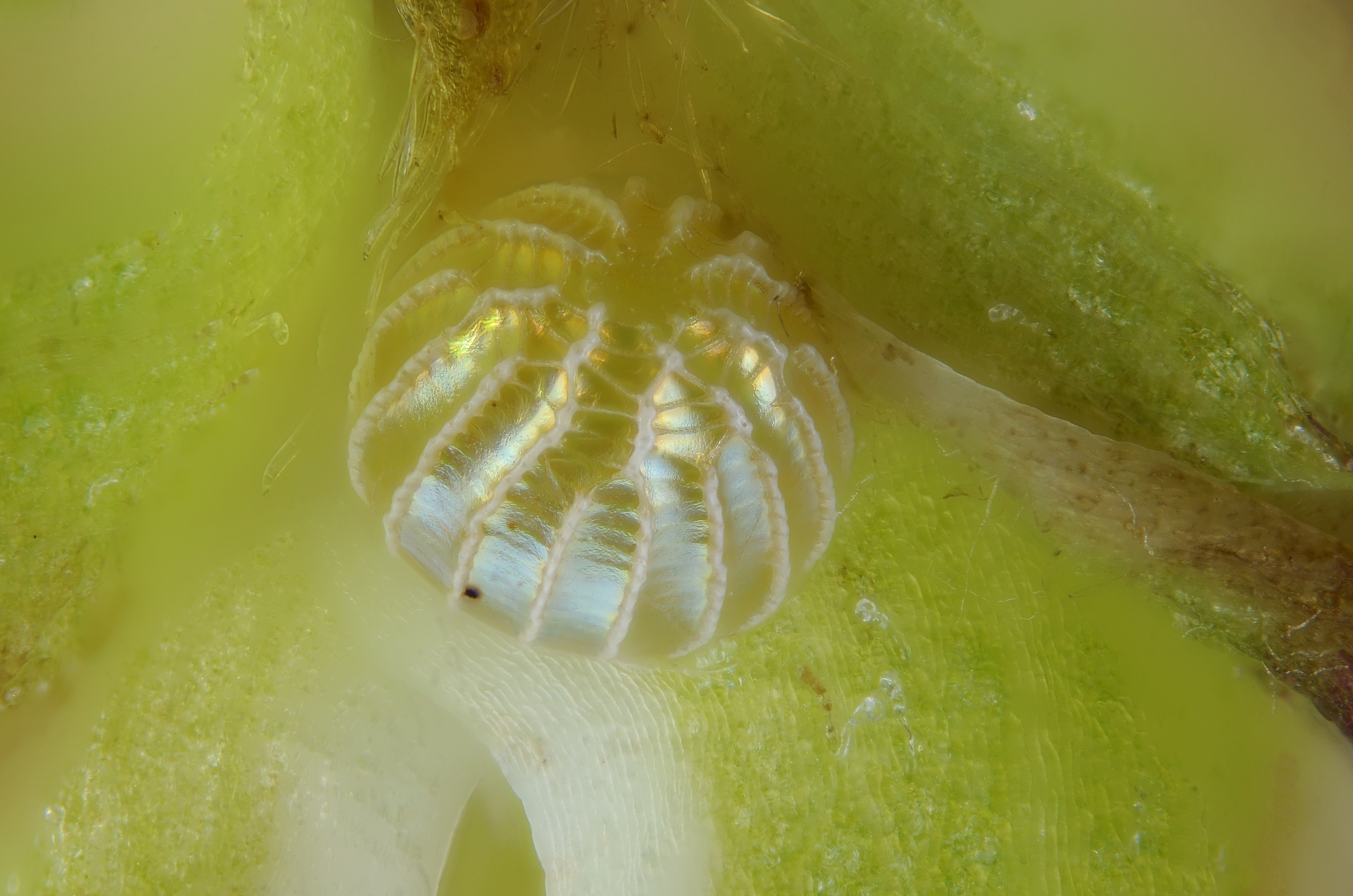
Detall d'un ou